# Thai Boxing
Thai Boxing è un videogioco di muay thai, anche detta thai boxe, pubblicato nel 1986 per gli home computer Amiga, Amstrad CPC, Atari ST, BBC Micro, Commodore 16, Commodore 64, Commodore 128 (solo piccole differenze estetiche rispetto alla versione C64) ed Electron dalla Anco. Venne pubblicizzato anche per ZX Spectrum, ma non ci sono conferme che questa versione sia effettivamente uscita.

## Modalità di gioco
In giocatore singolo si affronta una serie predeterminata di incontri sportivi, con personaggi graficamente sempre uguali; il numero totale di livelli varia a seconda della versione. Su Amiga, Atari ST e Commodore 64/128 è disponibile anche la modalità multigiocatore uno contro uno.
L'azione di gioco è bidimensionale, ossia gli atleti possono camminare solo avanti e indietro; tuttavia nelle versioni Amstrad CPC, Atari ST e Commodore 64/128 lo scenario è tridimensionale (isometrico su Amstrad e C64/128) e durante gli incontri gli atleti cambiano ogni tanto l'orientamento, fronteggiandosi da diverse angolazioni. Anche i comandi del giocatore possono di conseguenza cambiare direzione, ma sono comunque vincolati all'orientamento attuale. Su Amiga l'orientamento è costante durante l'incontro, ma può cambiare a seconda del livello.
Sono possibili vari tipi di calci, pugni e mosse difensive, inclusi il salto e il calcio volante. Ciascun atleta ha una barra dell'energia, lentamente ricaricabile col riposo, e ogni incontro si può vincere per esaurimento di quella avversaria (K.O.) oppure con il maggiore punteggio allo scadere del tempo.
Gli incontri avvengono su diversi sfondi, di solito a tema orientale. Sopra la visuale vengono mostrati anche i volti dei due atleti; man mano che questi subiscono colpi durante ogni round, i volti diventano visibilmente sempre più feriti e tumefatti. Le versioni per i meno potenti Commodore 16 e BBC/Electron non hanno la visualizzazione dei volti e del tempo.